# Banke Meshida Lawal
Olabanke "Banke" Meshida Lawal là một chuyên gia trang điểm người Nigeria và là người sáng lập và CEO của BMPro Makeup Group, một công ty trang điểm và làm đẹp hàng đầu ở Nigeria. Cô đã giành giải thưởng Thương hiệu của năm tại Giải thưởng Eloy năm 2009, cũng như Giải thưởng sự kiện Nigeria (2012) cho Nghệ sĩ trang điểm xuất sắc nhất và Nghệ sĩ trang điểm của năm tại FAB AWARDS (2010).

## Đầu đời
Banke Meshida sinh ra ở Ile-Ife, bang Osun, Tây Nam Nigeria  tại Bệnh viện giảng dạy Đại học Obafemi Awolowo. Banke Meshida bắt đầu tham gia các lớp học Mỹ thuật ở trường trung học  và khi cô vào Đại học tại Đại học Lagos, cô đã bắt đầu mài giũa kỹ năng của mình như một nghệ sĩ trang điểm, trang điểm cho bạn bè và người quen. Cô tốt nghiệp Đại học năm 2000 với bằng Cử nhân tiếng Anh hạng 2.

## Giải thưởng và giấy chứng nhận
Thành tựu của Banke Meshida trong ngành công nghiệp trang điểm Nigeria đã mang về cho cô một số giải thưởng đáng chú ý, bao gồm; Nghệ sĩ trang điểm của năm (Giải thưởng nhân dân thành phố 2005), Thương hiệu trang điểm của năm (Giải thưởng ELOY 2009), Nghệ sĩ trang điểm của năm (Giải thưởng FAB 2010), Trang điểm đẹp nhất Artist (Giải thưởng sự kiện Nigeria 2012) và Thương hiệu trang điểm của năm (APPOEMN 2017).

## Cuộc sống cá nhân
Banke Meshida kết hôn với Lanre Lawal vào ngày 10 tháng 2 năm 2007, và họ có hai người con.